# Ingolf Segercrantz
Ingolf Segercrantz född 7 augusti 1931 i  Helsingfors, Finland , död 6 juni 2015 i Stockholm, var en tidigare svensk handbollsmålvakt och landslagsspelare i utomhushandboll.

## Karriär
Segercrantz spelade bara 5 landskamper för Sverige. Alla spelades 1959 i samband med utomhus-VM i handboll 1959. Ingolf Segercrantz spelade för AIK i Stockholm under detta år. Han finns med som namn i den nya statistiken på Svensk handboll men står noterad för 0 landskamper då den inte upptar utomhusmatcher.